# サニャ・ヴチッチ
サニャ・ヴチッチ（セルビア語: Сања Вучић / Sanja Vučić、セルビア語発音: [ˌsâɲa ˈʋût͡ʃit͜ɕ]、1993年8月8日 - ）は、セルビアの歌手である。バンドZAA、ハリケーンのリード・ヴォーカルであり、ユーロビジョン・ソング・コンテスト2016のセルビア代表として、同大会で「Goodbye」を歌う。

## 来歴

### 初期
クルシェヴァツで音楽学校に通い、オペラ歌唱を履修する。この時代、民謡やジャズ・オーケストラ、教会の歌唱団など、様々な機会で歌を歌っていた。

### ZAA
2008年、クルシェヴァツでバンド「ZAA」が結成され、サニャ・ヴチッチは2012年4月から同バンドに加入した。バンドの作風は様々なジャンルをまたぐもので、その範囲はスカ、ダブ、ポストロック、ジャズ、パンクなどに及ぶ。旧ユーゴスラビア諸国のほか、オーストリア、チェコやハンガリーでも活動を行った。また、Exitやニシュヴィレ、レゲエ・セルビア・フェストなどの音楽イベントにも多数出演している。ZAA在籍中の2014年にアルバム『What about』が発売された。

### ハリケーン
2017年、R&Bバンド「ハリケーン」が結成、ヴチッチがそのメイン・ボーカルである。ユーロビジョン・ソング・コンテスト2020で「Hasta La Vista」をもって出場予定であったが、同大会の取り消しによりユーロビジョン・ソング・コンテスト2021で「Loco Loco」をもって出場した。

### 私生活
ベオグラードに居住し、ベオグラード大学哲学部アラビア語文学部に通う。英語、イタリア語、スペイン語、アラビア語を話すことができる。